# Oddvar Kristensen
Oddvar Kristensen (20 febbraio 1956) è un ex calciatore norvegese, di ruolo difensore.

## Carriera

### Club
Kristensen giocò con la maglia del Bryne dal 1974 al 1984. Fece parte della squadra che centrò la promozione nel campionato 1975. Successivamente, militò nelle file dell'Orre.